# Вельо Манчевски
Велян (Вельо) Тасев Манчевски (на македонска литературна норма: Велјан, Вељо Манчевски) е свещеник в годините на Втората световна война.

## Биография
Роден е на 17 април 1905 година в дебърското село Брощица. През 1941 година се включва в комунистическата съпротива.
През септември 1943 става отговорник за религиозните права към Главния щаб на НОВ и ПОМ. На 15 октомври Манчевски оглавява Верската комисия при Главния щаб, създадена в няколко села около село Цървена вода, в което квартирува щабът. Районът е изпаднал във временно безвластие след капитулацията на Италия на 8 септември и преди въвеждането на немски войски на 4 декември 1943 година. Верската комисия се състои от около 30 села в 9 енории и 9 свещеници, начело с Манчевски, които формално са под юрисдикцията на Албанската православна църква.
На 23 октомври 1943 година организира първия свещенически събор в село Издеглаве. Делегат е на Първото заседание на АСНОМ. През 1944 година е арестуван от албански части.